# روبي بتيغيغ
روبي بتيغيغ (بالإنجليزية: Robbie Buttigieg)‏ (27 نوفمبر 1936 بمالطا - 11 فبراير 2004 في مالطا) هو مدرب كرة قدم ولاعب كرة قدم مالطي في مركز الدفاع. شارك مع منتخب مالطا لكرة القدم. أما مع النوادي، فقد لعب مع سلايما واندريرز.

## وصلات خارجية
- روبي بتيغيغ على موقع قاعدة بيانات كرة القدم.إي يو (الإنجليزية)
- روبي بتيغيغ على موقع ناشيونال فوتبول تيمز (الإنجليزية)